# لاله سیاه (فیلم ۱۹۳۷)
لاله سیاه (انگلیسی: The Black Tulip) فیلم سیاه‌وسفید تاریخی در ژانر درام به کارگردانی الکس برایس است که در سال ۱۹۳۷ منتشر شد. این فیلم بر پایهٔ رمان لالهٔ سیاه اثر الکساندر دوما ساخته شده است.